# Anton von Lützelburg
Ant(h)on Graf von Lützelburg (* Februar 1671; † 15. April 1739 in Budißin) war ein königlich-polnischer und kurfürstlich-sächsischer General der Kavallerie und Kabinettsminister.

## Leben
Er stammte aus der lothringischen Adelsfamilie von Lützelburg und erhielt 1733 den Grafentitel. Sein Vater war Johann Wigand von Lützelburg.
Graf Lützelburg trat in den Dienst des König-Kurfürsten August des Starken, der ihn im Januar 1704 zum Generalmajor beförderte. Er kämpfte 1706 in der Schlacht bei Fraustadt und wurde anschließend zum Generalleutnant befördert. Am 30. November 1714 wurde er General der Kavallerie. 1716 wurde Lützelburg als Nachfolger des Grafen Kostka Hofmeister des Kurprinzen Friedrich August von Sachsen. 1717 wurde er auch Kommandeur des Kürassier-Regiments „Kurprinz“. 1719 begleitete er den Kurprinzen zu seiner Hochzeit.
Am 15. Februar 1721 erhielt er den Weißen Adlerorden. Spätestens 1721 erfolgte seine Ernennung zum Kabinettsminister. 1733 begleitete er die Gesandtschaft nach Wien. 1736 erhielt er auch den neugestifteten St. Heinrich-Orden. Er starb unverheiratet 1739 (in Dresden ?) und wurde in Bautzen in der Stiftskirche beigesetzt.